# Камикадзе
Камика́дзе (яп. 神風 камикадзэ, симпу:, ками — «божество», кадзэ — «ветер») — «божественный ветер», название тайфуна, который дважды уничтожил корабли монгольской армады хана Хубилая на подступах к берегам Японии.
В середине XX века слово «камикадзе» стало использоваться для обозначения японских пилотов-смертников, появившихся на заключительном этапе войны в Тихом океане. «Камикадзе» — часть более широкого японского термина токкотай, которым обозначали всех добровольцев-смертников (не только лётчиков).
Японцы называли подобные действия «ударные отряды специальных атак» (特別攻撃隊 токубэцу ко:гэки тай) —  или аббревиатурой токко:тай (яп. 特攻隊). Подразделения лётчиков-самоубийц назывались «специальные ударные отряды „Божественный ветер“» (симпу токубэцу ко:гэки тай 神風特別攻撃隊). В английском языке термин «камикадзе» (кунное чтение иероглифов 神風) закрепился с подачи переводчиков из числа японцев-эмигрантов, служивших в американской армии. Вскоре войска союзников начали использовать слово «камикадзе» для всех видов самоубийственных атак, применявшихся японцами. В наши дни чтение иероглифов 神風 как «камикадзе» вернулось в Японию и допускается в качестве названия пилотов-смертников.

## Предыстория
После поражения в битве у атолла Мидуэй 4 июня 1942 года Япония начала терять инициативу в войне на Тихом океане. В течение 1943—1944 годов союзные войска, подкреплённые индустриальной мощью США, шаг за шагом продвигались по направлению к японским островам.
К этому времени японские самолёты, особенно истребители, серьёзно уступали в количественном и качественном отношении новым моделям американской авиатехники, таким, как F6F «Хеллкэт», P-51 «Мустанг», F4U «Корсар». Из-за больших боевых потерь ощущалась нехватка опытных пилотов. Кроме того, из-за недостатка запасных частей и топлива проведение любой крупной авиационной операции превращалось для Японии в проблему.
15 июля 1944 года войсками США были захвачены базы японской армии на острове Сайпан. В результате этого у дальней бомбардировочной авиации США появилась возможность наносить удары непосредственно по территории Японии. После падения Сайпана японское командование предположило, что следующей целью американцев будет захват Филиппин из-за их стратегически важного расположения между Японией и захваченными ею источниками нефти в юго-восточной Азии.
Предсказание сбылось 17 октября 1944 года, когда американцы высадились на небольшом островке Лейте, начав крупнейшую в истории современности морскую битву в заливе Лейте. Первому воздушному флоту военно-морских сил Японии, базировавшемуся в Маниле, было приказано осуществлять поддержку японским кораблям, которые будут пытаться уничтожить силы союзников в заливе. Первый воздушный флот к этому моменту имел в распоряжении лишь 41 самолёт: 34 палубных A6M Zero, 3 торпедоносца Nakajima B6N, 2 бомбардировщика Yokosuka P1Y, один Mitsubishi G4M и один лёгкий разведывательный самолёт. Задача обороны Филиппин, стоявшая перед японской авиацией, ввиду огромного превосходства противника была практически невыполнимой. Командующий первым воздушным флотом вице-адмирал Такидзиро Ониси, фанатичный боец Ямато, принял решение сформировать специальный ударный отряд лётчиков-камикадзе. На брифинге 19 октября Ониси заявил: «Я не думаю, что есть ещё какой-то способ выполнить стоящую перед нами задачу, кроме как обрушить вооружённый 250-килограммовой бомбой Zero на американский авианосец». Ониси стал известен как «отец камикадзе».

## Первые камикадзе
Первые отряды лётчиков-камикадзе были сформированы 20 октября 1944 года на основе подразделений морской авиации, в которых все до одного пилоты-добровольцы были готовы пожертвовать жизнью ради своей страны. Первая атака камикадзе была проведена 21 октября 1944 года против флагмана австралийского флота, тяжёлого крейсера «Австралия». Самолёт, пилот которого так и остался неизвестен, врезался в надстройки «Австралии», разбросав обломки и топливо по большой площади, однако крейсеру повезло, и бомба не взорвалась. По крайней мере 30 человек погибло, включая командира корабля. 25 октября «Австралия» получила ещё одно попадание, после чего корабль пришлось отправить на ремонт (крейсер вернулся в строй в январе 1945 года, а всего к концу войны «Австралия» пережила 6 попаданий самолётов камикадзе).
Существует точка зрения, что первыми камикадзе стали лейтенант Такеси Косаи и неизвестный сержант, которые, подвесив к своим «зеро» по две 100-килограммовых бомбы, вылетели 13 сентября 1944 года с острова Негрос (Филиппины) с целью таранить американские корабли. Оба не вернулись, но американцы не сообщали о повреждениях своих кораблей в этот день в этом районе.
Кроме того, 15 октября 1944 года контр-адмирал Масафуми Арима, возглавивший воздушную атаку на американское морское соединение в районе между Тайванем и Окинавой, перед вылетом на своём бомбардировщике Мицубиси G4M снял опознавательные знаки и заявил, что не вернётся из боя, что и случилось. В ходе боя авианосец «Франклин» получил повреждения, но нет свидетельств о самоубийственной атаке.

## Битва за Филиппины
25 октября 1944 года отряд камикадзе, возглавляемый Юкио Сэки, атаковал американское авианосное соединение на востоке залива Лейте. Первый «Зеро» ударился в корму авианосца «Сенти», убив при взрыве 16 человек и вызвав пожар. Через несколько минут авианосец «Суони» был также выведен из строя. Пожары, возникшие из-за попадания камикадзе в палубу эскортного авианосца «Сент-Ло», вскоре вызвали детонацию арсенала, в результате которой корабль разорвало на части. Погибло 114 членов экипажа. Всего в результате этой атаки японцы потопили один и вывели из строя шесть авианосцев, потеряв 17 самолётов.
Первоначальный успех привёл к немедленному расширению программы. В течение последующих нескольких месяцев более 2000 самолётов совершили самоубийственные атаки. Также были разработаны новые типы вооружений, включая пилотируемые крылатые бомбы «Йокосука MXY7 Ока», пилотируемые торпеды «Кайтэн» и небольшие быстроходные катера, начинённые взрывчаткой.
Пилотируемые снаряды «Йоко́сука MXY7 О́ка» представляли собой деревянный планёр с зарядом взрывчатки в носовой части, одноместной кабиной пилота в средней части и ракетным двигателем в хвостовой части корпуса. Сам по себе разогнавшийся ракетный снаряд был малоуязвим для зениток и истребителей. Заряд боеголовки составлял 1,2 тонны аммонала, что было достаточно для уверенного поражения любых морских целей. Однако, в связи с высокой степенью уязвимости бомбардировщика-носителя, боевая эффективность самолётов MXY7 оказалась ниже всякой критики, за что американцы прозвали их «Бака» (дурак). По другой версии, название «Бака» было введено американской пропагандой, чтобы вселить уверенность в американских военнослужащих и матросов, так как, в соответствии с постулатом психологического воздействия: «высмеиваемый враг не страшен». Во всяком случае, в американских пособиях эти самолёты-снаряды именовались только «Бака».
29 октября самолётами камикадзе были повреждены авианосцы «Франклин» (на борту корабля было уничтожено 33 самолёта, 56 моряков погибло) и «Белло Вуд» (92 убитых, 44 раненых). 1 ноября был потоплен эсминец «Эбнер Рид», ещё 2 эсминца выведено из строя. 5 ноября повреждён авианосец «Лексингтон» (41 человек убит, 126 ранено). 25 ноября повреждено ещё 4 авианосца.
26 ноября камикадзе нанесли удар по транспортам и кораблям прикрытия в заливе Лейте. Потоплен эсминец «Купер», повреждены линкоры «Колорадо», «Мэриленд», крейсер «Сент-Луис» и ещё 4 эсминца. В декабре потоплены эсминцы «Мэхэн», «Уорд», «Лэмсон» и 6 транспортов, несколько десятков кораблей повреждено. 3 января 1945 года попадание камикадзе в авианосец «Оммани Бей» вызвало пожар, вскоре в результате детонации боезапаса корабль взорвался и затонул, унося с собой 95 моряков. 6 января повреждены линкоры «Нью-Мексико» и возродившийся после Пёрл-Харбора «Калифорния».
Всего в результате действий камикадзе в битве за Филиппины американцы потеряли 2 авианосца, 6 эсминцев и 11 транспортов, повреждения получили 22 авианосца, 5 линкоров, 10 крейсеров и 23 эсминца.
Дальнейшие действия по массированному применению камикадзе развернулись во время битвы за Иводзиму. 21 февраля в результате пожаров, вызванных попаданием камикадзе, сгорел и затонул авианосец «Бисмарк Си» (318 человек погибло), также повреждён авианосец «Тикондерога», его потери составили 140 человек.
Особо уязвимыми перед камикадзе оказывались американские ударные авианосцы, которые, в отличие от британских аналогов, не имели бронирования полётной палубы, а также эскортные авианосцы типа «Касабланка».

## Битва за Окинаву
Максимальной интенсивности атаки камикадзе достигли во время битвы за Окинаву — всего в атаках участвовало 1465 самолётов.
3 апреля выведен из строя авианосец «Уэйк-Айленд». 6 апреля вместе со всем экипажем (94 человека) уничтожен эсминец «Буш», в который врезалось 4 самолёта. Также потоплен эсминец «Кэлхаун». 7 апреля повреждён авианосец «Хэнкок», 20 самолётов уничтожено, погибло 72 и ранено 82 человека.
До 16 апреля был потоплен ещё один эсминец, выведено из строя 3 авианосца, линкор и 9 эсминцев. 4 мая полностью сгорел авианосец «Сэнгамон» с 21 самолётом на борту. 11 мая попадание двух камикадзе вызвало пожар на авианосце «Банкер-Хилл», в котором было уничтожено 80 самолётов, погиб 391 человек и 264 было ранено.
К концу битвы за Окинаву американский флот потерял 26 кораблей, 225 были повреждены, из них 27 авианосцев. Тем не менее, предпринятые американцами меры по защите от камикадзе дали результат — 90 % японских самолётов было сбито в воздухе.
Вскоре, в связи с уменьшением у японцев количества самолётов, был разработан специальный тип летательного аппарата для действий камикадзе. Накадзима Ки-115 «Цуруги» представлял собой простой в постройке самолёт, в котором могли быть использованы устаревшие двигатели 1920-х и 1930-х годов. Шасси не убирались, а сбрасывались сразу после взлёта, что не позволяло использовать их повторно. Было произведено около ста этих самолётов, каждый из которых мог нести 800-килограммовую бомбу, но ни один из них так и не успели использовать.
19 августа 1945 года 11 молодых офицеров под командованием второго лейтенанта Хитоси Имады, прикомандированных к 675-му Маньчжурскому отряду, в сопровождении двух женщин, покинули аэродром Дайкосан и совершили последнюю воздушную самоубийственную атаку против одного из советских бронетанковых подразделений, вторгшихся в Маньчжурию, известного как Специальный штурмовой корпус «Синсю Фумэцу».

## Итоги
К концу Второй мировой войны японской морской авиацией было подготовлено 2525 лётчиков-камикадзе, ещё 1387 предоставила армия. Практически все из них были добровольцами. В соответствии с японскими заявлениями, в результате атак камикадзе был потоплен 81 корабль, 195 повреждены. По американским данным, потери составили 34 потопленных и 288 повреждённых кораблей. Кроме того, значение имел и психологический эффект, производившийся на американских моряков.
Авианалёты камикадзе были самой результативной по количеству пострадавших формой применения сил и средств стран Оси против кораблей и судов противника, так, по статистике ВМС США, 68 % случаев боевого травматизма различной степени тяжести среди личного состава флота (не считая погибших) приходилось на последствия атак камикадзе, 32 % составляли все остальные причины (торпедирование, бомбардировка, артобстрел, мины). При этом даже в тех случаях, когда атака камикадзе не заканчивалась потоплением корабля противника, полученные повреждения не позволяли ему продолжать выполнять прежнюю задачу, он был выведен из строя в абсолютном большинстве случаев. В 60 % случаев успешной атаки даже одного лётчика-камикадзе на американский авианосец корабль, если он не был потоплен в результате налёта, был вынужден возвращаться на базу для капитального ремонта. Оставшиеся 40 %, как правило, имели затруднения с организацией нормального процесса взлёта-посадки палубных самолётов ввиду повреждений соответствующего оборудования. В случае более одного попадания в цель значение процентного показателя кораблей возвратившихся на базу для ремонта составляло 100 %. Таким образом, силы надводного флота противника лишались указанных кораблей на весьма длительное время. Даже разработанные в послевоенное время противокорабельные ракеты не обеспечивали такой эффективности — для выведения из строя американского авианосца в 1970-е годы, по расчётам американских стратегов, требовалось не менее четырёх-пяти попаданий советских ПКР или самонаводящихся торпед с гидроакустическим наведением (при этом как ракеты, так и торпеды имеют различную помехоустойчивость и могут отклониться от цели благодаря мероприятиям пассивной защиты противника, в то время как помехоустойчивость лётчиков-камикадзе является абсолютной).
Японская авиация никогда не имела проблем с нехваткой лётчиков-камикадзе, наоборот, добровольцев было в три раза больше, чем самолётов. Основной массой камикадзе были двадцатилетние студенты университетов, причины вступления в отряды смертников варьировались от патриотизма до желания прославить свой род. И всё же глубинные причины этого феномена заложены в самой культуре Японии, в традициях бусидо и средневековых самураев. Огромную роль в этом явлении играет также особое отношение японцев к смерти. Умереть с честью за свою страну и за Императора было высшей целью для многих молодых японцев того времени. Камикадзе превозносили как героев, о них молились в храмах как о святых, их родные сразу же становились самыми уважаемыми людьми в своём городе. Когда одного из выживших камикадзе спросили, добровольно ли он согласился стать камикадзе, он ответил: «На этот вопрос непросто ответить, если вы не понимаете сути армии».
Перед вылетами проводились специальные церемонии, включающие ритуальную чашечку саке и хатимаки (белую повязку на лоб). Символом камикадзе был цветок хризантемы. По преданию, молодые лётчики камикадзе, вылетая на задание, пролетали над горой Каймон на юго-западе Японии. Пилоты бросали последний взгляд на свою родину и, салютуя, прощались с ней.

## Известные камикадзе
- Матомэ Угаки — вице-адмирал, командующий 5-м Воздушным флотом ВМФ Японии. Совершил боевой вылет в район Окинавы с миссией «камикадзе» 15 августа 1945 года в составе группы из 7 самолётов, принадлежавших 701-й авиагруппе. Погиб.
- Сэки, Юкио — лейтенант, выпускник Военно-морской академии. Не разделяя взглядов командования на тактику «камикадзе», подчинился приказу и возглавил первый специальный ударный отряд. Совершил боевой вылет с авиабазы Мабалакат в залив Лейте с миссией «камикадзе» 25 октября 1944 года, лидируя в группе из 5 самолётов, принадлежавших 201-му воздушному корпусу. Тараном уничтожил авианосец «Сент-Ло». Погиб. Другими участниками группы был выведен из строя авианосец «Калинин Бей», ещё два — повреждены. Первая результативная атака камикадзе.
- Канно, Наоси — японский военный лётчик-истребитель, ас, участник Второй мировой войны. Подтверждённое количество сбитых им самолётов противника — 25. Последний бой Наоси Канно провёл 1 августа 1945 года, незадолго до подписания Японией акта о капитуляции. В этот день он вылетел со своей базы навстречу группе американских бомбардировщиков В-24, сопровождавшихся истребителями Р-51 Mustang, для их перехвата перед островом Якусима, южнее Кюсю. Его самолёт был уничтожен взрывом и упал в море. Останки пилота не были найдены. Посмертно Наоси Канно было присвоено звание капитана авиации.

## Выжившие камикадзе
Несмотря на изначальную установку погибнуть, выполняя задание, зафиксированы случаи возвращения лётчиков-смертников на базу или подобранных в море. В большинстве случаев это происходило по причине неисправности самолётов и двигателей. В случае необнаружения цели или по иной причине срыва атаки камикадзе прямо предписывалось возвращаться.
Однако унтер-офицеру Ямамура «повезло» больше. Он трижды оставался жив после взлёта. Первый раз он был сбит вместе с экипажем бомбардировщика-носителя и был подобран рыбаками. Почти через 2 месяца бомбардировщик-носитель с подвешенным самолётом-снарядом и Ямамурой на борту, поднявшись в небо, попал в дождь и вследствие плохой видимости вернулся на базу. Третий раз, из-за неисправности механизма подвески самолёта-снаряда, Ямамура не смог отцепиться. Более вылетов не было, и он пережил окончание войны.

## Адаптация японского опыта за рубежом
Учитывая не превзойдённую никем результативность камикадзе (по соотношению «количество самолётовылетов к потерям противника в кораблях и матросах»), руководством других стран также предпринимались попытки организации подразделений аналогичного типа в своих национальных вооружённых силах на базе местных религиозных или идеологических учений. Среди прочих:
- в Иране на завершающем этапе Второй мировой войны (в ходе которой это государство формально соблюдало нейтралитет, будучи оккупированным советскими и британскими войсками, но влиятельная часть руководства страны и духовенства подспудно тяготела к союзу с Германией) предпринимались попытки подготовки пилотов-смертников для организации атак на американские корабли и суда в восточной части Средиземноморья и в Индийском океане, а также наземные объекты союзников в Ближневосточном регионе, но из-за разгрома Рейха окончить подготовку и задействовать подготовленные кадры не успели. Позже, после победы Исламской революции и прихода к власти исламских фундаменталистов во главе с аятоллой Хомейни, указанные попытки были возобновлены в 1980—1985 гг. при содействии руководства Сирийской Арабской Республики и Организации освобождения Палестины для подготовки мобилизационного резерва на случай американо-иранской войны для нанесения превентивного удара по 6-му флоту США. Ограничительным фактором, существенно менявшим положение дел в отличие от японской ситуации, стало отсутствие подготовленного лётно-инструкторского состава, способного обучить требуемое количество курсантов (поэтому подготовка пилотов велась в основной своей массе за рубежом), и собственной авиастроительной промышленности, диктовавшее необходимость закупки самолётов за рубежом для последующего переоборудования их в пилотируемые воздушные торпеды. Иранская пропаганда традиционно чествовала пилотов указанных формирований «революционными пасдаранами» (что было почётным званием и его надо было заслужить), американская пропаганда называла их «шиитскими террористами». Фактически, наличие у Ирана указанных формирований использовалось как сдерживающий фактор для угроз США и странам-сателлитам, было одним из аргументов против вступления США в ирано-иракскую войну на стороне Ирака и вообще военных акций против Ирана (иначе «аятолла спустит с цепи своих фанатиков»)[6].
- Начиная с осени 1943 года некоторые инженеры и офицеры задумались над тем, как атаковать объекты противника с помощью управляемой бомбы, запускаемой с самолета-носителя. К январю 1944 года несколько добровольцев объединились в группу «Леонидас», которая самостоятельно занималась проектом, вносила предложения по проектам строительства и использовала планеры типа Штуммель-Хабихт— вариант известного планера DFS Habicht, но с размахом крыльев всего 6 м — подготовленный для таких задач. Полученная повышенная скорость должна примерно соответствовать высокой посадочной скорости аппарата Райхенберга. В феврале 1944 года была сформирована т. н. KG 200 и члены группы «Леонидас» были приписаны к этой эскадрилье как члены 2-й эскадрильи II группы. В этом контексте часто упоминаются имена таких известных в третьем рейхе лиц- Ханны Райч и Отто Скорцени.